# Alice no País das Maravilhas (telefilme)
Alice in Wonderland (bra/prt: Alice no País das Maravilhas) é o primeiro filme para televisão lançado em 1999, pela NBC e exibido na televisão britânica no Canal 4. É baseado no famoso livro de Lewis Carroll, Alice no País das Maravilhas e Através do espelho.
Tina Majorino desempenhou o papel principal de Alice, e um número de artistas bem conhecidos retratou os personagens excêntricos que Alice encontra ao longo da história, incluindo Ben Kingsley, Martin Short, Whoopi Goldberg, Peter Ustinov, Christopher Lloyd, Gene Wilder, e Rocha Miranda.
O filme ganhou quatro prêmios Emmy, nas categorias de figurino, maquiagem, composição, música e efeitos visuais.

## Elenco do filme
| Personagem        | Ator                |
| ----------------- | ------------------- |
| Alice             | Tina Majorino       |
| Chapeleiro Maluco | Martin Short        |
| Tortuga           | Gene Wilder         |
| Fred Tweedledee   | George Wendt        |
| Rainha de Copas   | Miranda Richardson  |
| Ned Tweedledum    | Robbie Coltrane     |
| Morsa             | Peter Ustinov       |
| Cavaleiro Branco  | Christopher Lloyd   |
| Major Caterpillar | Ben Kingsley        |
| Gato Risonho      | Whoopi Goldberg     |
| Rei de Copas      | Simon Russell Beale |

## Resumo do filme
Alice tem medo da reunião que seus pais haviam organizado para a família e amigos para demonstrar o talento da filha, que é cantar. Pouco antes da hora prevista para o seu número, Alice decide fugir de casa e se esconder em alguns arbustos no grande jardim de sua casa. Lá, ela decide se esconder até que todos forem embora e a festa ter acabado, pois temia cantar na frente de toda aquela gente. Pouco tempo depois, ela cai no sono e, lentamente, enquanto assistia uma maçã cair de uma árvore, um coelho estranho com roupas e relógio de bolso prende sua atenção. Alice deixa seu esconderijo e imediatamente corre atrás do coelho, que aparentemente tem pressa, e ele se dirige para uma toca.
Dentro do túnel, Alice prende o pé e cai em uma fossa cheia de coisas estranhas e todo tipo de objetos. No final do poço, Alice se depara com um mundo completamente diferente do seu, onde as flores conversam e gatos sorriem. Em "Wonderland", Alice vê todos os tipos de personagens, bons e ruins, alguns com a intenção de acabar com Alice. A menina vai aprendendo uma lição de cada vez, e no fim, enfrenta um tribunal com a Rainha e o Rei de Copas. Alice consegue sair daquele mundo estranho, e consegue resolver aquele dilema de sua vida: cantar naquela festa com todo mundo olhando para ela.